# 시간의 B이론
시간의 B이론은 시간의 철학에 관한 두 위치 중 하나에 부여된 이름이다. B이론가들은 과거, 현재, 미래가 동일하게 사실이며, 시간은 시제가 없고, 시간의 흐름은 환상이라고 주장한다. 이는 시간의 흐름이 현실의 객관적 기능이 아님을 의미한다.